# Prabuty
Prabuty [praˈbutɨ] es un pueblo en el distrito administrativo de Gmina Długosiodło, dentro del Distrito de Wyszków, Voivodato de Mazovia, en el centro-este de Polonia. Se encuentra aproximadamente 4 kilómetros al norte de Długosiodło, 25 kilómetros al norte de Wyszków, y 76 kilómetros al noreste de Varsovia.